# Post Mortem (film din 2020)
Post Mortem este un film istoric de groază maghiar din 2020 regizat de Péter Bergendy care are loc la sfârșitul Primului Război Mondial. În rolurile principale au interpretat actorii Viktor Klem, Fruzsina Hais și Judit Schell. A fost candidatura maghiară la cel mai bun film străin la cea de-a 94-a ediție a Premiilor Oscar, dar nu fost acceptat. În total, până la sfârșitul anului 2021, filmul a fost difuzat la 28 de festivaluri străine din întreaga lume, la 18 dintre ele a fost inclus în programul principal al competiției și a primit un total de 23 de premii. Filmul a avut premiera la 9 octombrie 2020 la Festivalul Internațional de Film de la Varșovia, la 28 octombrie 2021 în Ungaria, iar în Rusia la 28 aprilie 2022.
Post Mortem este unul dintre puținele filme de groază maghiare (unul dintre primele filme de groază maghiare, Alraune, a fost filmat în 1918).

## Prezentare

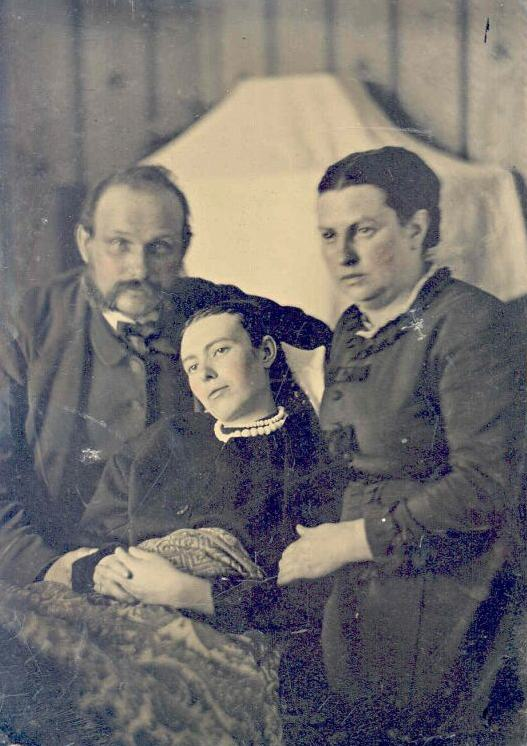
Părinți care pozează cu fiica lor decedată.

În 1918, spre sfârșitul Primului Război Mondial, pe un câmp de luptă, soldatul austriac Thomas este grav rănit în timpul bătăliei după ce un obuz de artilerie a explodat, este îngropat într-o groapă comună; totuși, un soldat mai în vârstă îl vede încă respirând în grămada de cadavre și îl trage dintr-un șanț inundat, unde, în stare semi-conștientă din cauza exploziei, a avut o viziune ciudată: aceea a unei fete care îl cheamă înapoi la viață. 
Șase luni mai târziu, după ce a părăsit armata, Thomas își începe cariera de fotograf.  Este un fotograf foarte ciudat, oferind rudelor îndoliate posibilitatea de a avea o ultimă amintire permanentă a morților lor, compunând fotografii de familie în care viii și morții (machiați și reconstruiți) pozează împreună. Într-o zi, Thomas întâlnește o fetiță de zece ani, Anna, care îi povestește despre numărul mare de morți din satul ei natal. Fata îi amintește vag de acele momente în care se afla între viață și moarte, când un copil care semăna cu ea îl striga pe nume.
Tomás este separat temporar de caravana cu care călătorește, pentru a se duce în satul maghiar al Annei, la invitația unora dintre locuitorii acestuia. Se dovedește că în acel sat și în altele din jurul lui, pământul înghețat împiedică înmormântarea numeroaselor victime ale unei pandemii îngrozitoare. Fotograful se pune pe treabă, împreună cu profesoara satului Marcsa, dar atmosfera este foarte grea și paranoică în vremuri atât de groaznice când, potrivit localnicilor, „sunt mai mulți morți decât vii, iar pământul este invadat de fantome”.
Totuși, morții sunt nemulțumiți de acțiunile lui și, din moment ce Thomas a fost cu un picior pe tărâmul lor, încearcă să ia contact cu el. Sătenii sunt speriați de ceea ce se întâmplă, dar nu cred că cei dragi morți le pot face rău.
Tomás și Anna decid să-și continue investigațiile la granița lumii de dincolo, dar evenimentele se înrăutățesc și pericolele devin din ce în ce mai mari... câini care lătră, gemete înăbușite care vin de nicăieri, umbre malefice, ziduri curgătoare, atacuri invizibile, duplicități, atacuri discrete sau de amploare, stratageme pentru a observa prezența fantomelor (frânghii, clopoței, făină pe pământ, urme de torțe, placă fotografică și fonograf etc.). Spiritele nu vor să trăiască în pace cu cei vii.

## Distribuție
- Viktor Klem – Tomás
- Fruzsina Hais – Anna
- Judit Schell – Marcsa
- Andrea Ladányi⁠(d) – mătușa
- Zsolt Anger – Imre
- Gábor Reviczky⁠(d) – Om bătrân

## Filmări
Filmul a durat opt ani pentru a fi finalizat. În vara anului 2012, regizorul Peter Bergendi, împreună cu partenerul său creativ Gabor Hellebrandt, au prezentat intriga viitorului film pentru a participare în competiții de filme. 
Cineuropa a raportat în decembrie 2018 că filmul a primit finanțare de la Fundația Națională de Film Maghiară, care îi va gestiona și vânzările internaționale. A fost filmat în perioada 27 noiembrie 2018 - 22 februarie 2019.  Scene au fost filmate, printre altele, în Skanzen din Szentendre, Castelul Podmaniczky din Asód, cariera din Tárnok, precum și în Pilisszentiván, Sóskút, Budakeszin și Fót. Filmul a avut premiera la 9 octombrie 2020 la Festivalul Internațional de Film de la Varșovia, un an mai târziu (din cauza pandemiei de Covid19) la 28 octombrie 2021 în Ungaria, iar în Rusia la 28 aprilie 2022. Filmul a fost candidatura maghiară la cel mai bun film străin la cea de-a 94-a ediție a Premiilor Oscar, dar nu fost acceptat.
Într-un interviu , regizorul Peter Bergendi a recunoscut că a avut deja o idee pentru a doua parte a filmului, Post Mortem 2,  care „va fi o poveste captivantă cu fantome într-un mic oraș maghiar din anii 1920”.
Întrebat dacă există fantome și o viață de apoi, regizorul a dat răspunsul: „Da... Fără îndoială, există ceva supranatural care poate veni de la o persoană, inconștientul său sau din inconștientul nostru colectiv, comun... Ceva există atunci când totul se adună, când se întâmplă coincidențe, poate fi un mesaj din viața de apoi sau din inconștientul nostru.” Autorii filmului au încercat să combine idei diferite despre lumea cealaltă. În film există fenomene poltergeist, dar există și încarnări când apar fantome printre personaje, precum și fenomenul de prezicere a viitorului.

## Acuratețe istorică
Aceste fotografii post-mortem au fost făcute în toată Europa... Majoritatea acestor fotografii au fost făcute cu copii. Cu toate acestea, fotografia post-mortem nu a fost larg răspândită în Ungaria, deși fotografii ale morților au fost făcute și aici. În aceea perioadă, oamenii săraci nu își permiteau să fie fotografiați des, pentru că îi costa mulți bani. Din această cauză au păstrat cu grijă pozele realizate.